# 涼宮春日系列用語列表
本文介绍日本作家谷川流的轻小说凉宫春日系列及衍生的动画、漫画中的用语。

## SOS團
讓世界變得更熱鬧的涼宮春日團（日语：／ Sekai o Ōi ni Moriageru Tame no Suzumiya Haruhi no Dan），簡稱SOS團，是涼宮春日自行組成的團體，但沒有被學校承認為正式的社團。以文藝部的社團教室為基地。根據涼宮春日的說法，SOS團的成立目的是「找出外星人、未來人和超能力者，然後和他們一起玩」。

## 外星人
資訊統合思念體（情報統合思念体）
茫茫宇宙中存在著無數的資訊，而這些資訊會互相結合，最終產生意識，並依靠擷取其他資訊進化，但沒有實體。
資訊統合思念體的自律進化已經到達瓶頸，而他們亦發現地球人的進化速度驚人，擁有高度知性，亦可以創造資訊並加工儲存，於是希望透過觀察地球人的進化，從而為自己的進化獲得啟示，並因此意外發現涼宮春日這個可以創造大量資訊的人物。
他們目前重點觀察涼宮春日，認為她是資訊統合思念體繼續進化的關鍵，而且希望看到觀察對象出現變化。但資訊統合思念體內還分成數個派別。主流派主張默默觀察；激進派則主張主動刺激涼宮春日，從而加快獲得觀測數據。長門有希是屬於主流派，而朝倉涼子則是激進派的其中一份子。另外還有穩健派、革新派、折衷派、思索派等，但關乎到整個族群的問題，如跟天蓋領域溝通，他們和終端機。
與有機生命體接觸用聯繫裝置人形終端（対有機生命体コンタクト用ヒューマノイド・インターフェース）
資訊統合思念體本身並沒有說話的能力，不能和地球人溝通，於是他們創造了聯繫裝置外星人，作為資訊統合思念體和地球人溝通的橋樑。在地球上有許多這些外星人，長門有希、朝倉涼子以及喜綠江美里均為其中之一。「機關」稱之為TFEI終端機。
資訊操縱
資訊統合思念體認為世界万物都是由资讯组成的，因此可以通过对资讯的操作而对世界进行物质层面的改变。它們及它們製造的外星人也擁有操縱資訊的能力。由於物質化的資訊擁有固定的形態，當資訊的組合次序或形態改變時會產生形似魔法的效果，於地球人看來就彷如魔法一樣。例如將課室的桌子變為尖矛、球棒變得擁有自動擊出全壘打的功能等。改變資訊的方法有很多，比方說長門可以透過唸咒語（朝比奈形容）或咬（實際上是由犬齒注射程式）來改變資訊。
廣域帶宇宙存在（広域帯宇宙存在）
與資訊統合思念體不同起源的存在。因為思考程序不同，無法與資訊統合思念體和人類用一般的方法互相理解。《涼宮春日的分裂》中派出人型終端。《雪山症候群》中SOS團被關入迷之洋房的主要原因。資訊統合思念體暫時稱之為「天蓋領域」。

## 未來人
未來人
泛指在時間上處於現在的未來的人，當中有類似機關的組織存在。他們的使命是將現在所發生的事導上正軌，令歷史不會作出改變，從而保護自己的存在。因為現在改變後，原來的未來人的存在將不成立，亦會衍生出獨立於原來世界的平行世界。如在《漫無止境的八月》中，由於時間不斷循環，所以未來於該情況下並不存在，故此令朝比奈惶恐不已。他們注視涼宮春日是因為三年前所發生的巨大時間震動。在這次震動後，在四次元當中出現龐大的時空斷層，令未來人無法回溯至比故事開始前三年更遙遠的過去。由於這並不是正常人在物理上可以做到的事，所以引起了未來人的高度關注。
由於過去的一切對未來都會有舉足輕重的作用，故此有不同派系的未來人，有一些與朝比奈（大）不同派系的未來人不希望未來人擁有未來。故此他們安排了一些事件去操縱未來的動向，例如在《朝比奈實玖瑠的憂鬱》中，眼鏡弟弟便差點被該群未來人通過車禍殺死。不過未來人因為有過去的歷史紀錄，故此可以安排情報員去修正歷史及作出某程度上的引導。此類型的行為可從《竹葉狂想曲》、《涼宮春日的消失》、《朝比奈實玖瑠的憂鬱》、《涼宮春日的陰謀》中發現。但能改變過去的，就只有那個時代的人，因此在《朝比奈實玖瑠的憂鬱》中，朝比奈要靠阿虛去救眼鏡弟弟。
時間平面理論
是關於時間的理論，內容是指時間與時間之間並不連貫，是由一些斷層間隔趨近零的平面所組成。就好像動畫是由眾多的靜止原畫透過播放而產生動感的東西一樣，所以過去所發生的一切是獨立於其他的事物和往後的時間空間，正如在動畫的某幾原畫上多畫一個人物並不會影響動畫一樣。
不過，阿虛在一直經歷不同事件當中，漸漸察覺到未來人所提倡的這個理論當中存在著弔詭，比方說若不是朝比奈（大）告訴阿虛她的胸前有一顆星形的痣，朝比奈（小）便不會從阿虛口中得知此資訊，也就是說未來確實影響了過去，和朝比奈一直強調的時間平面理論的時間不連續性平面比較，此兩事件中實是存在著矛盾。
TPDD
全稱為「Time Plane Destroyed Device」（時間平面破壞裝置），是朝比奈等未來人用來穿梭時空的道具。使用方式是在每一個時間平面打開多個缺口，透過它們穿越至某個時空。它並不存在於物質上，而是無形地存在於未來人的頭腦中。對資訊統合思念體來說是不完美的產品：當有機資訊體（例如人類）透過TPDD進行時光旅行時，缺口會出現時空扭曲，令過去或未來有機會偏離既定事項。這會令使用者產生雜訊，對世界的認知出現錯亂。
時間派駐員
朝比奈（小）的身份。此身份的原是去修補TPDD造成的缺口或已經發生的時間歪曲，但朝比奈（小）因有特別任務而可獲豁免。
異時間同位體
長門有希對時間旅行者的稱呼，字面意思就是本屬於不同時間平面，卻在同一個時間平面出現的同一個人；亦可理解為對一個以上年齡不同的單一個體，同時於一個時間出現的稱呼，例如:朝比奈的異時間同位體以（大）、（小）來區別』。
時間震動
如果有人用各種方法改變歷史，便會產生一種未來人可觀測的事件，未來人稱之為「時間震動」。在故事開始前三年涼宮春日因為做了某些事情產生了時間震動，令未來人無法回到更遙遠的過去。在《涼宮春日的消失》中亦曾因長門有希失常改變世界，從而引發類似的時間震動。
既定事項
是未來人使用的詞彙，亦是朝比奈（大）的口頭禪。意思是在過去的歷史中發生過的事，故此這些事的出現是在未來人的預計之中，同時亦是一早決定好了，不能改變或抹殺的事。既定事項的發生亦意味著歷史正依照正軌進行。
然而，不同的過去和現在，會帶來不同的未來。在不同時空的未來人，因此會對既定事項有不同的傳釋。當這些未來人回到某個過去，發現歷史跟所知既定事項的有差異時，需要承受很大的心理壓力，有著改變過去的強烈慾望。為免SOS團的既定事項因此被改變，未來人組織才派出暫未有這種慾望的朝比奈（小）。
禁止項目
為了不讓過去受到干擾，未來人們在進行時間旅行前都會被強制接受強烈的精神暗示，每當想說出和未來相關事項時，該區域的記憶便會被鎖上而避免給予過去人他們 不應擁有的知識。像朝比奈（小）一樣的實習生甚至連肯定或否定的權利也沒有，因此在必須傳達意思時便會用「禁止項目」一詞來保密關於未來的資訊。不過根據 未來人在組織中的地位的不同，獲授權而可以透露的事亦會增加。
拐帶團
與朝比奈所屬的組織敵對的未來人組織，似乎與古泉一樹所屬的「機關」敵對的組織和有別於資訊統合思念體的意識體結盟。於《涼宮春日的陰謀》首次登場。初次見面是其中一個貌似不良少年的人根據「既定事項」將一片載有損毀的時間旅行理論檔案的記憶卡理論給阿虛，並由阿虛寄給在「既定事項」中發明這套理論的人。數天後又根據「既定事項」將朝比奈實千瑠（即來自八天後的實玖瑠，並作為身處「現代」的實玖瑠的替死鬼）擄走，最後由「機關」將朝比奈救回。
同化訓練
漫畫版第三本原創情節，由於進行時間旅行時，就算再怎麼不顯眼，也多少會對未來產生影響(這似乎與小說版的時間平面論相違背)，因此為了讓時間旅行者採取符合這時代的行動，而必須執行同化訓練指令。

## 超能力者
超能力者
故事開始前三年因涼宮春日的關係而獲得超能力的人。他們能在涼宮春日製造閉鎖空間時知道它的出現時間和地點，並能入侵至其中。在閉鎖空間中，超能力者能變成一個紅色光球，並將「神人」消滅。他們更成立了「機關」來監視涼宮春日，並派出了數個密探到北高來進行監視，古泉一樹便是其中之一。另外，亦有一部分超能力者不屬於「機關」，他們擁有與「機關」的超能力者不同的超能力。中河就是其中一個這樣的超能力者。
機關（Agency）
故事開始前三年，一小部份人突然發現自己擁有超能力，並懂得如何使用這種力量。同時，他們明白是涼宮春日給予他們這種力量，因此成立「機關」這個組織來團結所有超能力者，目的是要監視涼宮春日。那時，他們都在遠處靜靜地監視涼宮春日，並負責消滅春日心情煩躁時所製造出來的「神人」。但因阿虛的出現和SOS團的成立，而令外星人、未來人和超能力者三股勢力的末端聚集在一起。
有見及此，「機關」目前所採取的立場便是繼續觀察。因為機關與資訊統合思念體的看法相似，利害關係一致，當中存有合作的可能性。在《雪山症候群》中提及機關對長門亦有興趣，因為她是資訊統合思念體所造出來的獨特生命體。不過，「機關」的內部也有不同的聲音，也有少數激進份子。因此，古泉也曾對阿虛說：「將所有事情交給你處理也許是件好事。」此外，據「機關」敵對的組織所說，古泉可能是整個組織的最高領導。
神論
古泉和他所屬机关认为春日是世界的神。他們認為世界是从3年前凉宫遇到回到过去的阿虚时开始的，在這之前的記憶都只是預先設定。為了維持這個世界的運作，他們必須持續向春日提供新玩意（如《孤島症候群》），以確保春日不會因感到煩悶而捨棄這個世界。
閉鎖空間（Sealed Realities / Closed Spaces）
一個獨立於現世因果，一片灰色及鴉雀無聲的異空間。它是當事人心情煩躁時所產生的現象，也是當事人理性和情感的具現。早期當涼宮春日精神不安定的時候，便會出現在這空間，並由「神人」大肆破壞以抒發春日心中的鬱悶情緒。精神愈不安定，或對「神人」放肆不管的話，閉鎖空間將會不斷擴大，甚至取代現實世界。相反，當「神人」被消滅後，閉鎖空間也會隨之而消失。古泉曾提到閉鎖空間亦有可能是春日為了創造新世界而製造的試作品。
神人（Celestials）
一個身高匹敵三十層高的大廈的藍色巨人。精神不安定的時候會在閉鎖空間出現，並大肆破壞。因為它無視物理法則，所以即使身形這樣龐大還能活動自如。古泉曾說：「如果『神人』走到現實世界，即使軍隊出動也無法收拾它。」，而超能力者的能力便可以消滅它。故事後期，涼宮春日開始控制到自己精神不安定的狀態，令內部的神人不再無故破壞。
鶴屋家
鶴屋學姊的家族，十分富有，是「機關」的間接贊助人。因此「機關」有很雄厚的財力（如在孤島蓋別墅（見《孤島症候群》）、在私家醫院提供廉價的單人病房（見《涼宮春日的消失》）等等）。但卻完全不理「機關」的所作所為，而「機關」也不會對鶴屋學姊出手。

## 異世界人
異世界人
阿虛一直在思考春日之前說過異世界人的事。在現階段異世界人的存在與否仍然成疑，但在諸多作品中亦有疑似異世界人相關的事件。
奇裝異服的一群人
在北高開放日前一天為止，阿虛在學校經常見到身穿各式奇特服飾的人群。由於在開放日完全找不到有類似服飾的人在表演，阿虛因此懷疑這群人是否為機關的外派人員而來到北高。
渡橋泰水
在涼宮春日的分裂和涼宮春日的驚愕中登場，初期ß路線獨有人物，和æ路線不重覆，æ路線最後藤原要殺春日時，突然穿越來相救。

## 超古代文明
鈦銫合金金屬棒
出現在《涼宮春日的陰謀》中的金屬棒， 是數百年前鶴屋學姐的祖先鶴屋房右衛門埋在鶴屋後山的。當時的祖先不知為何得到此棒，並認為這是不祥之物而埋在後山並留下藏寶圖。後來在阿虛「解讀」藏寶 圖後，指示鶴屋掘出。此金屬棒被鶴屋家嚴密保管著，阿虛亦認為總會有需要利用它的一天。因為此棒超越當時的文明水平，所以被認為是有可能是超古代文明，或 未來人、外星人留下的東西。

## 地點
縣立北高校
本作的主要舞台，學校原型參照作者谷川流曾就讀的母校兵庫縣立西宮北高等學校。
光陽園學園
位於縣立北高校和光陽園站間的一所女校，學校原型參照甲陽學院高等學校，但動畫的取景地為夙川學院（已廢校）。
光陽園站
學校周邊的車站，直線距離約有1.5km。車站原型參照甲陽園站。